# Plectris riveti
Plectris riveti är en skalbaggsart som beskrevs av Frey 1967. Plectris riveti ingår i släktet Plectris och familjen Melolonthidae. Inga underarter finns listade i Catalogue of Life.